# Piateda
Piateda är en ort och kommun i provinsen Sondrio i regionen Lombardiet i Italien. Kommunen hade 2 139 invånare (2018).